# Boisseau (construction)
Pour les articles homonymes, voir Boisseau (homonymie).
Un boisseau est un élément cylindrique ou rectangulaire formant les conduites d'eau, les tuyaux de cheminée.
Au XIXe siècle, boisseau de poterie : vase de terre cuite sans fond, de huit à neuf pouces de diamètre et un pied de long, qui sert à former les « chausses d'aisance » (descente d'évacuation des eaux-vannes) en emboîtant les vases les uns sur les autres. Boisseau de fonte : boisseau destiné au même usage, mais il a trois pieds trois pouces de long.